# Sara Ahmed
Sara Samir al-Sayid Muhammad Ahmed (in arabo سارة سمير السيد محمد أحمد‎?; Al-Hawaniyah, 1º gennaio 1998) è una sollevatrice egiziana, vincitrice della medaglia d'argento olimpica a Parigi 2024 nella categoria fino a 81 kg e del bronzo a Rio de Janeiro 2016 nella categoria fino a fino a 69 kg.

## Palmarès
- Giochi olimpici

Rio de Janeiro 2016: bronzo nei 69 kg.
Parigi 2024: argento negli 81 kg.
- Mondiali

Aşgabat 2018: argento nei 71 kg
Bogotà 2022: oro nei 76 kg
Riad 2023: oro nei 76 kg.
Manama 2024: argento negli 81 kg.
- Giochi panafricani

Brazzaville 2015: oro nei 69 kg.
Accra 2023: oro negli 81 kg.
- Campionati africani

Ismailia 2024: oro negli 81 kg.
- Giochi del Mediterraneo

Mersin 2013: argento nei 63 kg
Tarragona 2018: oro nei 69 kg
- Giochi olimpici giovanili

Nanchino 2014: oro nei 63 kg